# Moulin-sous-Touvent

Moulin-sous-Touvent este o comună în departamentul Oise, Franța. În 1 ianuarie 2022 avea o populație de 189 de locuitori.